# Проколл
Производственный коллектив студентов-композиторов Московской консерватории (Проколл) —  творческая группа, организованная в 1925 году группой композиторов по инициативе А. А. Давиденко, ставившая целью создание новых форм пролетарской музыки.
«Проколловцы» выступали и против эстетских, узкоакадемических тенденций, распространённых в то время в среде композиторской молодёжи, и против чрезмерного упрощения музыкального языка. Они стремились воссоздать в звуках образы советской действительности, понятные массовому слушателю.
Из сочинений членов «Проколла» известность получили песни: А. Давиденко —- «Конная Будённого», «Первая конная» (на слова Н. Асеева), «Нас побить, побить хотели» (на слова Д. Бедного); В. Белого — «Пролетарии всех стран, соединяйтесь!» (на слова Н. М. Минского); М. Коваля — «Юность» (на слова И. Френкеля); Б. Шехтера — «Железными резервами» («Молодая гвардия») (на слова С. М. Третьякова). Давиденко написал также музыку к хорам «Улица волнуется» (слова И. Грузинова и М. Шорина) и «На десятой версте от столицы» (слова П. К. Эдиет). Члены Проколла писали и в более крупных жанрах: М. Коваль написал вокальный цикл «О Ленине» (на слова Д. Бедного), Б. Шехтер — «Когда умирает вождь» (на слова В. В. Каменского), а В. Белый — «26» (памяти бакинских комиссаров; на слова Асеева). Наиболее значительное по масштабу сочинение «проколловцев» — оратория «Путь Октября» (коллективное сочинение), оно считается первой советской ораторией.
В 1928 году основная группа членов «Проколла» вошла в ассоциацию пролетарских музыкантов (РАПМ).
За время своего недолгого существования (1925—1929) «Проколл» сыграл важную роль в творческом становлении многих молодых композиторов, в числе которых были его члены Н. К. Чемберджи, З. А. Левина, С. Н. Ряузов; а также А. И. Хачатурян, Д. Б. Кабалевский, И. И. Дзержинский. Большое внимание уделялось массовой песне и многоголосному хоровому исполнению. Члены «Проколла» явились создателями многих замечательных советских песен, в числе которых «Орлёнок» В. Белого на стихи Я. Шведова. А. Н. Сохор писал: 

В истории советского песенного искусства эти композиторы оставили значительный след. Они первыми провозгласили массовую песню равноправным и важным жанром «серьёзного» композиторского творчества, первыми стали систематически заниматься ею, пытливо отыскивая новые пути её развития